# Josse Léonard Maes
Pour les articles homonymes, voir Maes.
Josse Léonard Maes, né le 20 décembre 1760 à Courtrai, est homme politique.
Magistrat, il est élu le 11 avril 1799 député au Conseil des Cinq-Cents par le département de la Lys.
Favorable au coup d'État du 18 brumaire, Maes est nommé commissaire près le tribunal civil de Courtrai, puis procureur impérial.

## Sources
- « Josse Léonard Maes », dans Adolphe Robert et Gaston Cougny, Dictionnaire des parlementaires français, Edgar Bourloton, 1889-1891 [détail de l’édition]